# Жучок (Брянська область)
Жучок (рос. Жучок) — селище у Брасовському районі Брянської області Росії. Входить до складу муніципального утворення Столбовське сільське поселення. Населення — 35 осіб.

## Історія
Розташоване на території Сіверщини.
Виникло у 1920-ті роки. Спочатку — два окремих селища, Жучок 1-й (Великий) і 2-й (Малий). До 1960 року входило до складу Піонерської сільради; у 1960—2005 рр. — Городищенської (2-ї) сільради.

## Населення
За найновішими даними, населення — 35 осіб (2013).
У минулому чисельність мешканців була такою:
| Роки      | 1926 | 1979 | 1989 | 2002 | 2010 |
| --------- | ---- | ---- | ---- | ---- | ---- |
| Населення | 212  | 242  | 109  | 57   | 29   |